# لطفی جباره
لطفی جباره (انگلیسی: Lotfi Jbara؛ زادهٔ ۱۹ ژوئن ۱۹۶۱) بازیکن سابق و مربی فوتبال اهل تونس است.
وی همچنین در تیم ملی فوتبال تونس بازی کرده‌است.